# Villa il Palazetto
De Villa il Palazetto is een villa in de tot de Vlaams-Brabantse gemeente Affligem behorende plaats Hekelgem, gelegen aan de Brusselbaan 34.

## Geschiedenis
De villa werd in 1871 gebouwd in neoclassicistische stijl, in opdracht van Joannes Egidius Van Lierde, die burgemeester van Hekelgem was. In 1877 werd diens broer, Franciscus van Lierde, de eigenaar. Deze was als pastoor werkzaam op Nordstrand, dat toen nog tot Denemarken behoorde. In 1884 werd een koetshuisje op het domein gebouwd. Van 1877-1884 was het Collège Saint-Benoît in de villa gevestigd. In 1894 werd de villa eigendom van de familie Roseleth.
In de tuin bevindt zich een zeskantige gloriëtte die later tot volière werd omgevormd. De onderbouw omvat een Lourdesgrot.
In het domeinpark staan enkele monumentale bomen.